# Hidráulica aplicada a tubulações
Hidráulica aplicada a tubulações é o estudo do escoamento de fluidos através de tubulações. O escoamento está sujeito à viscosidade do fluido e à rugosidade da parede da tubulação, que influem na vazão do fluido que escoa. As equações de Colebrook-White e de Darcy-Weisbach visam avaliar esta influência.

## Introdução
A hidráulica de tubulações, apresenta aspectos práticos que envolvem a análise do escoamento de fluidos incompressíveis em condutos forçados e uniformes, em regime permanente levando em consideração as condições de escoamento que tratam de vazão, velocidade, diâmetro e perda de carga.
Entende-se por conduto forçado àquele no qual o fluido escoa à plena seção e sob pressão. Muitas vezes os condutos de seção circular são chamados de tubos ou tubulações. Um conduto é dito uniforme quando a sua seção transversal não varia com o seu comprimento. Se a vazão do fluido em qualquer seção do conduto não variar com o tempo, o regime de escoamento é dito permanente.
A densidade dos líquidos, ao contrário do que se passa com os gases, varia muito pouco quando se varia a sua pressão ou temperatura. A título de exemplo, considerando que a água tem compressibilidade igual a 5.10−5 cm2/kgf, isto significa que em condições normais seria necessário um incremento de pressão de 20 kgf/cm2 para que um litro de água se reduza de 1 cm3, ou seja, para que sua densidade aumente um milésimo. Por isto, do ponto de vista prático, a densidade da água e da maioria dos líquidos é independente da temperatura e da pressão.
Diante dessa reduzidíssima variação da densidade, nos escoamentos de líquidos em regime permanente considera-se que os mesmos se comportam como incompressíveis. Neste contexto se incluem querosene, gasolina, álcool, óleo diesel, água, vinho, vinhoto, leite e muitos outros, aos quais se aplicam os conceitos aqui comentados.

## Escoamento
É conveniente ressaltar que um escoamento se classifica também como turbulento ou laminar. No escoamento laminar há um caminhamento disciplinado das partículas fluidas, seguindo trajetórias regulares, sendo que as trajetórias de duas partículas vizinhas não se cruzam. Já no escoamento turbulento a velocidade num dado ponto varia constantemente em grandeza e direção, com trajetórias irregulares, e podendo uma mesma partícula ora localizar-se próxima do eixo do tubo, ora próxima da parede do tubo.
Em geral, o regime de escoamento na condução de líquidos no interior de tubulações é turbulento, exceto em situações especiais, tais como escoamento a baixíssimas vazões, como ocorre em gotejadores de irrigação, onde o escoamento é laminar.
Sempre que um líquido escoa no interior de um tubo de um ponto para outro, haverá uma certa perda de energia denominada perda de pressão ou perda de carga. Esta perda de energia é devida ao atrito com as paredes do tubo e devida à viscosidade do líquido em escoamento. Quanto maior for a rugosidade da parede da tubulação, isto é, a altura das asperezas, e também quanto maior for a viscosidade do fluido, maior será a turbulência do escoamento e, logo, maior será a perda de carga.

## Teoria
Já há cerca de dois séculos estudos e pesquisas vem sendo realizados, procurando estabelecer leis que possam reger as perdas de carga em condutos. Várias fórmulas empíricas foram estabelecidas no passado e algumas empregadas até com alguma confiança em diversas aplicações de engenharia, como as fórmulas de Hazen-Williams, de Manning, de Flamant, etc. Mas, trabalhos de diversos investigadores tem mostrado que, em sua totalidade, são mais ou menos incorretas. A incorreção dessas fórmulas é tanto maior quanto mais amplo é o domínio de aplicação pretendido por seus autores.
Atualmente a expressão mais precisa e usada universalmente para análise de escoamento em tubos, que foi proposta em 1845, é a conhecida equação de Darcy-Weisbach:
{\displaystyle h_{f}={\frac {8fLQ^{2}}{\pi ^{2}gD^{5}}}}
onde:
- {\displaystyle h_{f}}  = perda de carga ao longo do comprimento da tubulação (mca)
- {\displaystyle f}  = fator de atrito (adimensional)
- {\displaystyle L} = comprimento da tubulação (m)
- {\displaystyle Q} = vazão (m3/s)
- {\displaystyle D} = diâmetro interno da tubulação (m)
- {\displaystyle g} = aceleração da gravidade local (m/s2)
- {\displaystyle \pi } = 3,1415...

Mas somente em 1939, quase 100 anos depois, é que se estabeleceu definitivamente o fator de atrito {\displaystyle f}, através da equação de Colebrook-White:
{\displaystyle {\frac {1}{\sqrt {f}}}=-2\log _{10}\left[0,27{\frac {k}{D}}+{\frac {2,51}{R_{e}{\sqrt {f}}}}\right]}
onde:
- {\displaystyle f}  = fator de atrito (adimensional)
- {\displaystyle k} = rugosidade equivalente da parede da tubulação (m)
- {\displaystyle D} = diâmetro interno da tubulação (m)
- {\displaystyle R_{e}} = Número de Reynolds (admensional)

Obviamente, trata-se de uma equação implícita, isto é, a variável {\displaystyle f} aparece nos dois membros da equação, de forma não ser possível explicitá-la. Mas isto não sugere que seja impossível resolver equações implícitas. Os métodos numéricos, embora aproximativos, são capazes de resolver equações implícitas com a precisão que se desejar. São métodos basicamente computacionais pois incorrem em operações matemáticas repetidas. Encontram, contudo, muita utilidade em hidráulica.
É o caso dos métodos iterativos, nos quais ordena-se adequadamente a equação, e arbitra-se um valor inicial qualquer para a variável procurada que está no seu segundo membro. Com o valor inicial já arbitrado, calcula-se um novo valor para esta mesma variável procurada, mas para a que está no primeiro membro. Se a diferença entre o valor inicial e o novo valor calculado estiver fora da precisão desejada, repete-se esta operação, porém colocando como valor inicial o novo valor calculado. Se a diferença aumentar diz-se que os valores estão divergindo, e se diminuir diz-se que os valores estão convergindo para a solução. O número de repetições, isto é, o número de iterações poderá ser pequeno ou não, dependendo do método a ser utilizado, e se sucederá até que a diferença seja suficientemente pequena ou compatível com a precisão desejada.
Um esquema básico de cálculo, passo a passo, seria algo do tipo:
1. Arbitra-se um valor inicial qualquer para a variável do segundo membro.
2. Calcula-se novo valor para a mesma variável que está no primeiro membro.
3. Compara-se a diferença entre o valor calculado e o valor inicial com a tolerância estabelecida.
4. Se maior, o novo valor passa a ser o valor inicial, e volta-se para o passo (2). Se menor passa-se para o passo (5).
5. O corrente valor da variável é o valor procurado.

Métodos iterativos como o de Newton são muito potentes e convergem muito rapidamente, podendo alcançar resultados altamente precisos com três ou quatro iterações.
Na prática, em termos específicos, a análise do escoamento em tubos basicamente envolve três grandezas a se calcular:
- o diâmetro
- a vazão (ou velocidade)
- a perda de carga

Estas são em síntese, as três variáveis principais envolvidas no cálculo hidráulico, pois as demais (material do tubo, tipo de líquido, temperatura, etc), são especificadas pelo projeto. Por qualquer método que viermos a empregar, para se determinar qualquer uma dessas três variáveis, as duas demais deverão ser conhecidas ou estimadas.
Em que pese a técnica iterativa associada à precisão das equações dar um pouco de velocidade ao cálculo, contudo permanece o mesmo sendo realizado manualmente, o que não deixa de ser cansativo, enfadonho e sujeito a erros. Com o uso de algoritmos, a resolução torna-se simples, fácil, automática e rápida. Entretanto, devem ser observados os erros recorrentes de qualquer método computacional devido aos erros inerentes à operações matemáticas usando números com várias casas decimais em computadores.
Há um artigo bem orientativo, denominado Análise de escoamento em condutos forçados. Uso das equações de Darcy-Weisbach e de Colebrook-White, que trata desse assunto de forma bem didática, inclusive com o uso de programas de cálculo para computadores digitais.